# Arkham (Lovecraft)
Arkham is een fictieve stad, bedacht door de Amerikaanse horrorschrijver Howard Phillips Lovecraft. De stad komt veelvuldig voor als locatie in verhalen behorend tot de Cthulhu Mythos, zowel in die van Lovecraft zelf als in die van andere schrijvers. De stad werd voor het eerst genoemd in het verhaal The Picture in the House (1920).

## Achtergrond
De architectuur van Arkham kenmerkt zich door het gebruik van mansardedaken. Het bekendste gebouw in Arkham is de Miskatonic University, die eveneens in veel verhalen van Lovecraft een prominente rol speelt. Andere bekende locaties zijn de Arkham Historical Society en het Arkham Sanitarium. Het laatstgenoemde gebouw komt voor in het verhaal The Thing on the Doorstep.
Volgens het verhaal Herbert West–Reanimator werd de stad in 1905 getroffen door een zware vlektyfusepidemie. De stad kent vele duistere legendes en verhalen, zoals de verdwijning van kinderen gedurende Wulpurgisnacht. Deze en andere gebeurtenissen worden door de armere bevolking van Arkham grotendeels geaccepteerd als deel van het dagelijks leven.
De belangrijkste krant van Arkham is de Arkham Advertiser, voorheen de Arkham Gazette.

## Ligging

Gedetailleerde kaart van Lovecraf’ts versie van Lovecraft Country

Arkham ligt in de Amerikaanse staat Massachusetts, in dezelfde regio als de eveneens fictieve plaatsen Innsmouth en Dunwich. Deze regio wordt ook wel Lovecraft Country genoemd.
De exacte geografische locatie van Arkham is niet bekend en tot op heden onderwerp van discussie. Vermoed wordt dat de stad ten noorden van Innsmouth en Dunwich ligt, maar ook de omgeving van Boston, Essex County, wordt vaak genoemd als locatie. Een van de meer recente kaarten van Lovecraft Country ondersteunt deze theorie. Volgens schrijver Will Murray zou Arkham gebaseerd zijn op het echt bestaande plaatsje Oakham en in het midden van Massachusetts liggen. Ook de stad Salem wordt vaak aangehaald als inspiratiebron voor Arkham.

## Arkham in media

### Film en televisie
- Arkham komt voor in de film The Haunted Palace (1963), gebaseerd op het verhaal The Case of Charles Dexter Ward.
- Arkham is de stad in de film Die, Monster, Die!, met Boris Karloff en Nick Adams, alleen ligt de stad in deze film in Engeland.
- Het personage Lauren Hutton in Someone's Watching Me! woont in de Arkham Towers.
- Arkham komt voor in de aflevering The Collect Call of Cathulhu van de serie The Real Ghostbusters.
- Arkham en de Miskatonic University worden beide genoemd in afleveringen van The Night Gallery.

### Strips
- De naam van de psychiatrische instelling Arkham Asylum binnen het DC Universum is vernoemd naar Lovecrafts Arkham.
- In Allan and the Sundered Veil en The New Traveller's Almanac, twee prozaverhalen horend bij de stripreeks The League of Extraordinary Gentlemen, wordt Arkham genoemd.

### Computerspellen
- Arkham is de voornaamste locatie waarin roleplaying games  gebaseerd op de mythos zich afspelen, zoals Call of Cthulhu.
- In het spel Call of Cthulhu: Dark Corners of the Earth, belandt de detective Jack Walters in het Arkham Mental Institution nadat hij de Yithian gezien heeft.
- Splatterhouse speelt zich af in Arkham, Massachusetts.

## Trivia
- De uitgeverij Arkham House, opgericht door August Derleth en Donald Wandrei (beide penvrienden van Lovecraft), is naar de stad vernoemd.